# Жалаули (Актогайський район)
Жалаули́ (каз. Жалаулы) — село у складі Актогайського району Павлодарської області Казахстану. Адміністративний центр Жалаулинського сільського округу.
Населення — 381 особа (2021; 532 у 2009, 872 у 1999, 968 у 1989).
Національний склад станом на 1989 рік:
- казахи — 57 %.

До 2012 року село називалось Івановка.